# شولان
شولان، روستایی از توابع بخش حسن‌آباد شهرستان اقلید در استان فارس ایران است.
مردم این روستا تبار لر بختیاری دارند

## جمعیت
این روستا در دهستان حسن‌آباد قرار دارد و براساس سرشماری مرکز آمار ایران در سال ۱۳۹۰، جمعیت آن ۱۰۰۰ نفر (2۰۰ خانوار) بوده‌است.